# Campionato del mondo di Para Ice Hockey 2017
Il 9º campionato del mondo di hockey su slittino di gruppo A si è tenuto a Gangneung, in Corea del Sud, tra l'11 ed il 20 aprile 2017. Il gruppo B si è invece disputato ad Tomakomai, in Giappone, dal 29 novembre al 3 dicembre 2016.
Si tratta della prima edizione il cui nome ufficiale è World Para Ice Hockey Championship: dal 30 novembre 2016 la denominazione ufficiale è stata così variata dal comitato paralimpico internazionale, che ha deciso di rinominare le dieci attività sportive poste sotto il suo ombrello, utilizzando per tutte il prefisso World Para.

## Partecipanti e regolamento
Come previsto dal regolamento, avrebbero dovuto partecipare al torneo otto squadre: le prime sei squadre classificate nella precedente edizione e le due promosse dal gruppo B. La Russia medaglia di bronzo uscente, tuttavia, fu esclusa dalla competizione in seguito allo scandalo doping emerso dopo Soči 2014.
Il campionato è anche valido come qualificazione per le paralimpiadi invernali 2018: le prime cinque classificate si qualificano direttamente, le altre due vanno invece al torneo di qualificazione assieme alle prime tre classificate del campionato di gruppo B.
 Canada (vicecampioni mondiali in carica)

 Corea del Sud (1ª classificata mondiale B 2015)

 Germania

 Italia

 Norvegia

 Svezia (2ª classificata mondiale B 2015)

 Stati Uniti (campioni mondiali e paralimpici in carica)

## Girone

### Incontri
| Gangneung 12 aprile 2017, ore 11:00 UTC+9 | Italia         | 2 – 1 (1-0; 1-1; 0-0) referto | Svezia | Centro hockey di Gangneung (150 spett.)\| Arbitro: \| Kevin Webinger \| |
| Arbitro:                                  | Kevin Webinger |                               |        |                                                                         |

| Gangneung 12 aprile 2017, ore 15:00 UTC+9 | Canada             | 9 – 0 (6-0; 1-0; 2-0) referto | Norvegia | Centro hockey di Gangneung (150 spett.)\| Arbitro: \| Johnathan Morrison \| |
| Arbitro:                                  | Johnathan Morrison |                               |          |                                                                             |

| Gangneung 12 aprile 2017, ore 19:00 UTC+9 | Germania    | 1 – 2 (0-0; 0-1: 1-1) referto | Corea del Sud | Centro hockey di Gangneung (520 spett.)\| Arbitro: \| Owe Lutchke \| |
| Arbitro:                                  | Owe Lutchke |                               |               |                                                                      |

| Gangneung 13 aprile 2017, ore 11:00 UTC+9 | Stati Uniti  | 7 – 0 (3-0; 1-0; 3-0) referto | Svezia | Centro hockey di Gangneung (734 spett.)\| Arbitro: \| Kris Nikolic \| |
| Arbitro:                                  | Kris Nikolic |                               |        |                                                                       |

| Gangneung 13 aprile 2017, ore 15:00 UTC+9 | Canada      | 7 – 0 (4-0; 0-0; 3-0) referto | Italia | Centro hockey di Gangneung (276 spett.)\| Arbitro: \| Owe Lutchke \| |
| Arbitro:                                  | Owe Lutchke |                               |        |                                                                      |

| Gangneung 13 aprile 2017, ore 19:00 UTC+9 | Norvegia       | 2 – 1 (d.t.s.) (1-0; 0-0; 0-1; 1-0) referto | Germania | Centro hockey di Gangneung (130 spett.)\| Arbitro: \| Kevin Webinger \| |
| Arbitro:                                  | Kevin Webinger |                                             |          |                                                                         |

| Gangneung 14 aprile 2017, ore 11:00 UTC+9 | Stati Uniti  | 9 – 1 (3-0; 4-1; 2-0) referto | Italia | Centro hockey di Gangneung (120 spett.)\| Arbitro: \| Kris Nikolic \| |
| Arbitro:                                  | Kris Nikolic |                               |        |                                                                       |

| Gangneung 14 aprile 2017, ore 15:00 UTC+9 | Canada      | 17 – 0 (8-0; 4-0; 5-0) referto | Svezia | Centro hockey di Gangneung (127 spett.)\| Arbitro: \| Owe Lutchke \| |
| Arbitro:                                  | Owe Lutchke |                                |        |                                                                      |

| Gangneung 14 aprile 2017, ore 19:00 UTC+9 | Norvegia           | 1 – 2 (0-1; 1-0; 0-1) referto | Corea del Sud | Centro hockey di Gangneung (344 spett.)\| Arbitro: \| Johnathan Morrison \| |
| Arbitro:                                  | Johnathan Morrison |                               |               |                                                                             |

| Gangneung 15 aprile 2017, ore 11:00 UTC+9 | Canada             | 2 – 0 (1-0; 1-0; 0-0) referto | Corea del Sud | Centro hockey di Gangneung (663 spett.)\| Arbitro: \| Johnathan Morrison \| |
| Arbitro:                                  | Johnathan Morrison |                               |               |                                                                             |

| Gangneung 15 aprile 2017, ore 15:00 UTC+9 | Stati Uniti    | 9 – 0 (3-0; 3-0; 3-0) referto | Germania | Centro hockey di Gangneung (134 spett.)\| Arbitro: \| Kevin Webinger \| |
| Arbitro:                                  | Kevin Webinger |                               |          |                                                                         |

| Gangneung 15 aprile 2017, ore 19:00 UTC+9 | Norvegia     | 6 – 1 (1-0; 3-1; 2-0) referto | Svezia | Centro hockey di Gangneung (114 spett.)\| Arbitro: \| Kris Nikolic \| |
| Arbitro:                                  | Kris Nikolic |                               |        |                                                                       |

| Gangneung 17 aprile 2017, ore 11:00 UTC+9 | Italia       | 5 – 0 (2-0; 1-0; 2-0) referto | Germania | Centro hockey di Gangneung (112 spett.)\| Arbitro: \| Kris Nikolic \| |
| Arbitro:                                  | Kris Nikolic |                               |          |                                                                       |

| Gangneung 17 aprile 2017, ore 15:00 UTC+9 | Stati Uniti | 2 – 1 (0-1; 2-0; 0-0) referto | Canada | Centro hockey di Gangneung (282 spett.)\| Arbitro: \| Owe Lutchke \| |
| Arbitro:                                  | Owe Lutchke |                               |        |                                                                      |

| Gangneung 17 aprile 2017, ore 19:00 UTC+9 | Corea del Sud  | 6 – 0 (1-0; 2-0; 3-0) referto | Svezia | Centro hockey di Gangneung (689 spett.)\| Arbitro: \| Kevin Webinger \| |
| Arbitro:                                  | Kevin Webinger |                               |        |                                                                         |

| Gangneung 18 aprile 2017, ore 11:00 UTC+9 | Stati Uniti  | 6 – 0 (1-0; 4-0; 1-0) referto | Norvegia | Centro hockey di Gangneung (303 spett.)\| Arbitro: \| Kris Nikolic \| |
| Arbitro:                                  | Kris Nikolic |                               |          |                                                                       |

| Arbitro: | Kevin Webinger |

|  |                |  |
|  | Shootout 2 – 0 |  |

| Gangneung 18 aprile 2017, ore 19:00 UTC+9 | Germania           | 0 – 2 (0-1; 0-0; 0-1) referto | Svezia | Centro hockey di Gangneung (174 spett.)\| Arbitro: \| Johnathan Morrison \| |
| Arbitro:                                  | Johnathan Morrison |                               |        |                                                                             |

| Gangneung 19 aprile 2017, ore 11:00 UTC+9 | Canada       | 9 – 0 (2-0; 3-0; 4-0) referto | Germania | Centro hockey di Gangneung (149 spett.)\| Arbitro: \| Kris Nikolic \| |
| Arbitro:                                  | Kris Nikolic |                               |          |                                                                       |

| Gangneung 19 aprile 2017, ore 15:00 UTC+9 | Stati Uniti | 5 – 0 (3-0; 1-0; 1-0) referto | Corea del Sud | Centro hockey di Gangneung (587 spett.)\| Arbitro: \| Owe Lutchke \| |
| Arbitro:                                  | Owe Lutchke |                               |               |                                                                      |

| Gangneung 19 aprile 2017, ore 19:00 UTC+9 | Norvegia           | 1 – 0 (0-0; 1-0; 0-0) referto | Italia | Centro hockey di Gangneung (94 spett.)\| Arbitro: \| Johnathan Morrison \| |
| Arbitro:                                  | Johnathan Morrison |                               |        |                                                                            |

### Classifica
| Pos. | Squadra       | Pt. | PG | V | VOT | POT | P | GF | GS |
| ---- | ------------- | --- | -- | - | --- | --- | - | -- | -- |
| 1.   | Stati Uniti   | 18  | 6  | 6 | 0   | 0   | 0 | 38 | 2  |
| 2.   | Canada        | 15  | 6  | 5 | 0   | 0   | 1 | 45 | 2  |
| 3.   | Corea del Sud | 10  | 6  | 3 | 0   | 1   | 2 | 12 | 12 |
| 4.   | Norvegia      | 8   | 6  | 2 | 1   | 0   | 3 | 10 | 19 |
| 5.   | Italia        | 8   | 6  | 2 | 1   | 0   | 3 | 11 | 20 |
| 6.   | Svezia        | 3   | 6  | 1 | 0   | 0   | 5 | 4  | 38 |
| 7.   | Germania      | 1   | 6  | 0 | 0   | 1   | 5 | 2  | 29 |

## Finali

### Tabellone
|  | Finale      |             |   |  |
|  |             |             |   |  |
|  | Stati Uniti | Stati Uniti | 1 |  |
|  | Canada      | Canada      | 4 |  |

|  | 3º posto      |               |   |  |
|  |               |               |   |  |
|  | Corea del Sud | Corea del Sud | 3 |  |
|  | Norvegia      | Norvegia      | 2 |  |

|  | 5º posto |        |   |  |
|  |          |        |   |  |
|  | Italia   | Italia | 4 |  |
|  | Svezia   | Svezia | 0 |  |

### Finale 5º-6º posto
| Gangneung 20 aprile 2017, ore 11:00 UTC+9 | Italia            | 4 – 0 (1-0; 2-0; 1-0) referto | Svezia | Centro hockey di Gangneung (115 spett.)\| Arbitro: \| Jonathan Morrison \| |
| Arbitro:                                  | Jonathan Morrison |                               |        |                                                                            |

### Finale 3º-4º posto
| Gangneung 20 aprile 2017, ore 15:00 UTC+9 | Corea del Sud  | 3 – 2 (2-0; 0-0; 1-2) referto | Norvegia | Centro hockey di Gangneung (485 spett.)\| Arbitro: \| Kevin Webinger \| |
| Arbitro:                                  | Kevin Webinger |                               |          |                                                                         |

### Finale
| Gangneung 20 aprile 2017, ore 19:00 UTC+9 | Stati Uniti | 1 – 4 (0-2; 0-2; 1-0) referto | Canada | Centro hockey di Gangneung (806 spett.)\| Arbitro: \| Owe Lutchke \| |
| Arbitro:                                  | Owe Lutchke |                               |        |                                                                      |

## Classifica finale
| Pos | Squadra       |
| --- | ------------- |
| 1   | Canada        |
| 2   | USA           |
| 3   | Corea del Sud |
| 4   | Norvegia      |
| 5   | Italia        |
| 6   | Svezia        |
| 7   | Germania      |

La nazionale del Canada vince il suo quarto titolo mondiale. Le nazionali classificate dal primo al quinto posto sono direttamente qualificate al torneo paralimpico. La Svezia e la Germania hanno invece accesso al torneo di qualificazione per i XII Giochi paralimpici invernali, assieme alle prime tre classificate del mondiale di gruppo B.

## Premi individuali
| Miglior portiere   | Ulf Nilsson   | Svezia      |
| Miglior difensore  | Adam Dixon    | Canada      |
| Miglior attaccante | Declan Farmer | Stati Uniti |